# Città di Montesilvano Calcio a 5 2013-2014
Questa pagina raccoglie i dati riguardanti il Città di Montesilvano Calcio a 5, squadra di calcio a 5 militante in serie B, nelle competizioni ufficiali della stagione 2013-2014.

## Organico
| N° | Naz.               | Ruolo | Sportivo              | Anno     |  |  |
| -- | ------------------ | ----- | --------------------- | -------- |  |  |
| 1  | Italia (bandiera)  | POR   | Piero Mazzocchetti    | 17.12.87 |  |  |
| 19 | Italia (bandiera)  | POR   | Federico Pieragostino | 12.11.93 |  |  |
| 3  | Italia (bandiera)  | LAT   | Alex Di Pietro        | 07.04.83 |  |  |
| 4  | /                  | DIF   | Andrei Bordignon      | 16.06.87 |  |  |
| 5  | Italia (bandiera)  | LAT   | Christian Capitano    | 01.11.90 |  |  |
| 2  | Italia (bandiera)  | DIF   | Saverio Palusci       | 15.02.74 |  |  |
| 8  | /                  | UNI   | Douglas Correia       | 12.02.82 |  |  |
| 9  | Italia (bandiera)  | LAT   | Daniele Giansante     | 27.12.93 |  |  |
| 11 | Brasile (bandiera) | UNI   | Fernando Calderolli   | 15.02.91 |  |  |
| 10 | Italia (bandiera)  | LAT   | Marcello Zulli        | 11.11.93 |  |  |
|    | Italia (bandiera)  | LAT   | Alessandro Luciani    | 06.09.95 |  |  |
|    | Italia (bandiera)  | LAT   | Daniele Luciani       | 24.04.95 |  |  |
| 7  | Brasile (bandiera) | LAT   | Diego Burato          | 10.09.88 |  |  |
| 12 | Brasile (bandiera) | PIV   | Ivan Alves Júnior     | 19.07.72 |  |  |